# Gustavo Salinas
Gustavo Adolfo Salinas Camiña (ur. 17 lipca 1893 w Cuatro Ciénegas, zm. 5 marca 1964 tamże) – meksykański strzelec, olimpijczyk. 
Startował na igrzyskach olimpijskich w 1932 roku (Los Angeles). Wystąpił w dwóch konkurencjach; wyższe miejsce, bo siódme (ex aequo z kilkoma zawodnikami) zajął w strzelaniu z pistoletu szybkostrzelnego z odl. 25 m. W drugiej konkurencji był na 11. miejscu ex aequo z Węgrem Tiborem Taritsem.

## Wyniki olimpijskie
| Igrzyska | Konkurencja                            | Wynik               | Miejsce     | Źródło |
| -------- | -------------------------------------- | ------------------- | ----------- | ------ |
| IO 1932  | Pistolet szybkostrzelny, 25 metrów     | 29 punktów (18-6-5) | 7T (na 18)  | [ 1 ]  |
| IO 1932  | Karabin małokalibrowy leżąc, 50 metrów | 289 punktów         | 11T (na 26) | [ 2 ]  |